# Sverige i världsmästerskapen i landsvägscykling 2010
Sverige i världsmästerskapen i landsvägscykling 2010, genom Svenska Cykelförbundet, deltog i världsmästerskapen i landsvägscykling 2010 i Geelong och Melbourne, Australien.

## Svenska laget
| Sverige (8)       |                |                              |
| Cyklist           | Konkurrens     | Placering                    |
| Damer             |                |                              |
| Emilia Fahlin     | Elittävlingar  | 9. Tempolopp, 54. Linjelopp  |
| Emma Johansson    | Elittävlingar  | Linjelopp, 11. Tempolopp     |
| Marie Lindberg    | Elittävlingar  | 52. Linjelopp                |
| Saara Mustonen    | Elittävlingar  | 45. Linjelopp                |
| Herrar            |                |                              |
| Sebastian Balck   | U-23-tävlingar | 22. Tempolopp, 29 Linjelopp  |
| Gustav Larsson    | Elittävlingar  | 10. Tempolopp, 75. Linjelopp |
| Jonas Ljungblad   | Elittävlingar  | 27. Linjelopp                |
| Tobias Ludvigsson | U-23-tävlingar | 39. Linjelopp                |